# Francis Needham (2e comte de Kilmorey)
Francis Jack Needham, 2e comte de Kilmorey (12 décembre 1787 - 20 juin 1880), connu sous le nom de vicomte Newry de 1822 à 1832, est un pair anglo-irlandais et membre du Parlement.

## Biographie
Il est le fils du général Francis Needham (1er comte de Kilmorey). Il est élu à la Chambre des communes pour Newry en 1819 (succédant à son père), siège qu'il occupe jusqu'en 1826. En 1832, il succède à son père dans le comté, mais comme il s'agit d'une Pairie d'Irlande, cela ne lui donne pas droit à un siège à la Chambre des lords. Il est haut shérif de Down en 1828.
Il épouse Jane Gun-Cuninghame en 1814.
Lord Kilmorey a scandalisé la société victorienne en s'enfuyant avec sa pupille, Priscilla Anne Hoste (26 juin 1823 - 21 octobre 1854), alors qu'il est à la fin de la cinquantaine et qu'elle a 20 ans. Priscilla Hoste est la fille de l'amiral William Hoste et de son épouse Lady Harriet Walpole. Son père est décédé quand elle est petite et sa mère ne se serait pas souciée de ses relations avec Lord Kilmorey.
Un an après leur fuite, en juillet 1844, ils ont un enfant, Charles, que Lord Kilmorey reconnait comme son fils et à qui il donne son nom de famille. Il installe sa maîtresse dans une maison voisine de la sienne, avec un tunnel entre les deux.

## Mausolée de Kilmorey
Priscilla est décédée d'une maladie cardiaque le 21 octobre 1854 et elle est enterrée dans un mausolée qui a été spécialement commandé par Lord Kilmorey pour eux deux, avec l'inscription "Priscilla, la bien-aimée de Francis Jack, comte de Kilmorey".
Quand Kilmorey lui-même est décédé en juin 1880, à l'âge de 92 ans, il est enterré à côté d'elle dans le mausolée sous un bas-relief montrant Priscille mourante sur un canapé entouré de son amant et de son fils de dix ans. Le mausolée de Kilmorey, dans une conception néo-égyptienne ancienne, est maintenant un monument classé Grade II *. La construction a coûté 30 000 £ et a été déplacée plusieurs fois entre les maisons de Lord Kilmorey. Il est maintenant situé à Twickenham et entretenu conjointement par Richmond upon Thames Council et English Heritage.
Son petit-fils Francis Needham (3e comte de Kilmorey) lui succède, son fils aîné Francis Needham (vicomte Newry), l'ayant précédé dans la tombe.
Charles Needham, bien qu'illégitime, serait le favori de son père - la "prunelle de ses yeux". Il a deux ans de moins que son demi-neveu, le troisième comte de Kilmorey. Le 25 février 1874, il épouse à Londres une héritière hollandaise appelée Henriette Amélie Charlotte Vincentia barones van Tuyll van Serooskerken (dite Amy), la troisième fille du baron Vincent Gildemeester van Tuyll van Serooskerken, qui a fait fortune grâce aux concessions d'étain sur l'île de Billiton dans les Indes néerlandaises. Charles et Amy ont deux filles, Evelyn et Violet.
Violet Needham (en) (1876-1967) est l'auteur de 19 livres pour enfants publiés entre 1939 et 1957. Bien qu'elle soit arrivée tardivement à l'écriture - elle a 63 ans lorsque son premier livre, The Black Riders, est publié - ses livres ont atteint une popularité immédiate et durable auprès des jeunes lecteurs.